# Manuel Gancedo Sáenz
Manuel Gancedo Sáenz va ser un militar espanyol que va combatre en la Guerra Civil Espanyola i la Segona Guerra Mundial.

## Biografia
Militar de professió, va ser membre de la maçoneria —on aconseguiria el rang de venerable mestre en el triangle «Fermín Galán» de Barbastre. El 1934 va ser destinat al Cos de Seguretat, a Catalunya. Durant el període de la Segona República va estar afiliat a la Unió Militar Republicana Antifeixista (UMRA). Quan al juliol de 1936 va esclatar la Guerra civil, Gancedo Sáenz ostentava la graduació de capità d'infanteria i es trobava destinat a Barcelona. Durant la contesa va aconseguir el rang de tinent-coronel i va arribar a dirigir la 32a Divisió en els fronts d'Aragó i Catalunya. Finalitzada la contesa es va exiliar a França.
Durant la Segona Guerra Mundial va formar part de la Resistència francesa, on va tenir un paper actiu.